# صقر الشرق

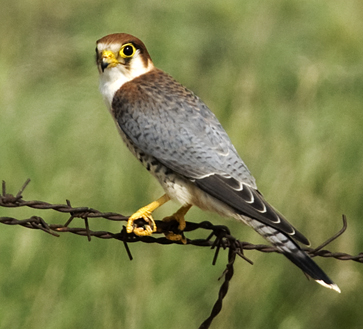

صقر الشرق، أو يؤيؤ أحمر الرأس، أو صقر الغزال (الاسم العلمي: Falco chicquera) (بالإنجليزية: Red-necked Falcon)، هو طائر جارح ينتمي إلى البازية (فصيلة: Accipitridae).